# 香港願景
香港願景計劃（英語：Hong Kong Vision Project）是由香港政策研究所副主席曾鈺成倡議及作為召集人，在2016年初展開的一項大型研究計劃，計劃的執行及研究總監由該所的董事兼行政總裁馮可強擔任。
此計劃集中研究及討論「一國兩制、港人治港」和香港特區所面對的主要問題，會提出一系列的主張和建議，向社會公佈及倡議，並提交給下屆行政長官候選人參考。研究過程中會舉辦各種研討活動，廣泛諮詢各界人士和組織的意見，希望能集思廣益，與各方共同探討，為香港前途找出路。

## 外部連結
- 香港願景網頁
- 香港願景的Facebook專頁